# Dactyloptena papilio
Dactyloptena papilio is een straalvinnige vissensoort uit de familie van vliegende knorhanen (Dactylopteridae). De wetenschappelijke naam van de soort is voor het eerst geldig gepubliceerd in 1910 door Ogilby.